# Megaceras
Megaceras  — род жуков подсемейства Дупляки в составе семейства Пластинчатоусые.

## Общая характеристика
Жуки рода встречаются в Южной Америке, два вида распространены на севере Центральной Америки, где они сравнительно редки. Очень мало известно об их биологии. Имаго активны ночью и часто прилетают на искусственные источники света. Населяют преимущественно районы низменностей и горные широколиственные леса.

## Виды
- Megaceras bolivianus Dechambre, 1975
- Megaceras brevis Dechambre, 1999
- Megaceras briansaltini Ratcliffe, 2007
- Megaceras celatus Dechambre, 1998
- Megaceras crassum Prell, 1914
- Megaceras endroedii Dechambre, 1998
- Megaceras hoplites Silvestre, 1996
- Megaceras inexpectatus Dechambre, 1998
- Megaceras inflatum Prell, 1934
- Megaceras jason (Fabricius, 1775)
- Megaceras laevipenne Prell, 1914
- Megaceras morpheus Burmeister, 1847
- Megaceras pauliani Dechambre, 1975
- Megaceras philoctetes (Olivier, 1789)
- Megaceras porioni Dechambre, 1981
- Megaceras quadraticollis Dechambre, 1975
- Megaceras remus Reiche, 1859
- Megaceras septentrionis Bates, 1888
- Megaceras stuebeli Kirsch, 1885